# Зграда Чеде Удицког
Зграда Чеде Удицког подигнута је у првој половини 19. века у главној улици Зрењанина, улици краља Александра I Карађорђевића, у оквиру Старог градског језгра, као Просторно културно-историјске целине од великог значаја.
Зграду је купио Голдберг Михаљ почетком 20. века од фамилије Пејић, и том приликом извршио одређене преправке и преобликовао фасаду у стилу сецеије. У приземљу се налазила његова сајџијска радња, а на спрату салонски стан. (Голдберг је био Јеврејин пореклом из Пољске, који је у Великом Бечкереку отворио своју сајџијску радњу 1898. године и водио је све до доласка фашиста, који су га стрељали у Београду 1941. године). Голдберг је продао зграду двадесетих година 20. века и преместио се у зграду поред Буковчеве палате и тамо остао до своје трагичне смрти.
Од двадесетих година 20. века до национализације 1959. године, зграда је била у власништву породице Удицки.